# Eurobodalla Shire
Koordinaten: 35° 55′ S, 150° 6′ O

Eurobodalla Shire ist ein lokales Verwaltungsgebiet (LGA) im australischen Bundesstaat New South Wales. Das Gebiet ist 3.428,2 km² groß und hat etwa 40.600 Einwohner.
Eurobodalla liegt am südlichen Küstenabschnitt des Staates etwa 190 km östlich der australischen Hauptstadt Canberra und 300 km südlich der Metropole Sydney. Das Gebiet umfasst 63 Ortsteile und Ortschaften, darunter Batehaven, Batemans Bay, Bergalia, Bodalla, Broulee, Congo, Dalmeny, Eurobodalla, Kiora, Long Beach, Malua Bay, Mogo, Moruya, Moruya Heads, Mossy Point, Narooma, Nelligen, Nerrigundah, Potato Point, Tilba Tilba, Central Tilba, Tomakin, Turlinjah und Tuross Head. Der Sitz des Shire Councils befindet sich in der Küstenstadt Moruya, wo etwa 4.300 Einwohner leben.

## Verwaltung
Der Eurobodalla Shire Council hat neun Mitglieder. Acht Councillor und ein Vorsitzender, der Mayor (Bürgermeister) des Councils, werden von allen Bewohnern der LGA gewählt. Eurobodalla ist nicht in Bezirke untergliedert.